# Interliga (dvoranski hokej) 2008.
Interliga 2008. je natjecanje najboljih klubova iz središnje/jugoistočne Europe u športu dvoranskom hokeju.

## Natjecateljski sustav
Igra se po turnirski po jednostrukom ligaškom-sustavu: igra se jedan turnir, a klubovi se međusobno odmjeravaju u jednoj utakmici.
Nakon ligaškog dijela, igra se poluzavršnica i završnica po kup-sustavu.
Turnir se igrao u hrvatskom gradu Poreču od 8. do 10. veljače 2008.

## Sudionici
Sudionici su hrvatski predstavnik Jedinstvo i Mladost, mađarski Epitok i Rosco, slovačka Rača i Šenkvice te slovenski Triglav i Pliva.

## Rezultati

### Doigravanje
- poluzavršnica

 Mladost -  Jedinstvo 2:2 (4:2 raspucavanje)

 Rosco -  Epitok 4:4 (7:5 raspucavanje)
- završnica

 Mladost -  Rosco 6:3
Pobjednik Interlige je hrvatska Mladost.